# アメリカオリンピック・パラリンピック委員会
アメリカ・オリンピック・パラリンピック委員会（アメリカオリンピックいいんかい、英語: United States Olympic & Paralympic Committee、略称: USOPC）は、アメリカ合衆国の国内オリンピック委員会のひとつである。本部は、コロラド州コロラドスプリングス。自主財源により国に依存しない運営がなされている。

## 主な業務
- オリンピック、パラリンピック、パンアメリカン競技大会のアメリカ代表チームの結成、派遣、運営など。
- アメリカ国内の各スポーツ連盟の上部組織として各種案件の調整にあたる。
- アメリカにおけるオリンピック関連のマーケティング権利の販売など。

## 歴史
国際オリンピック委員会が設立した1894年、第1回オリンピック競技大会に参加するため、設立した。
その後、1961年にアメリカオリンピック委員会という名称になり、米国政府によって支援されている。2019年6月には世界で初めてオリンピック委員会にパラリンピックも付くことになった。